# Zgurița
Zgurița è un comune della Moldavia situato nel distretto di Drochia di 2.840 abitanti al censimento del 2004.